# Chlorid strontnatý
Chlorid strontnatý (chemický vzorec SrCl2) je bílá práškovitá látka, která z chladných vodných roztoků krystalizuje jako hexahydrát v podobě bílých krystalků. Je dobře rozpustný ve vodě a dále v methanolu, ethanolu a glycerolu. Při ionizaci v plameni emituje červené světlo, čehož se využívá k dosažení červené barvy v ohňostrojích.

## Příprava
Chlorid strontnatý lze nejsnáze připravit rozpouštěním hydroxidu strontnatého Sr(OH)2 nebo uhličitanu strontnatého SrCO3 v kyselině chlorovodíkové:
Sr(OH)2 + 2 HCl → SrCl2 + 2 H2O
SrCO3 + 2 HCl → SrCl2 + H2O + CO2
Krystalizací se získá hexahydrát. Bezvodou sůl lze získat vysušením hexahydrátu při teplotě 250 °C a vyšší nebo přípravou na suché cestě. To lze nejsnáze provést přímým slučováním prvků, ovšem jelikož je chlorid strontnatý základní surovina pro výrobu stroncia, tak je tento způsob přípravy značně ekonomicky nevýhodný.

## Využití
Chlorid strontnatý je výchozí surovinou pro přípravu kovového stroncia v čisté podobě. To se provádí elektrolýzou taveniny chloridu strontnatého s chloridem draselným. Dalším produktem této reakce je elementární chlor, který je ihned dále zpracováván v chemické výrobě. K elektrolýze se používá grafitové anody, na které se vylučuje chlor, a železné katody, na které se vylučuje stroncium.
Chlorid strontnatý je dále výchozí surovinou pro přípravu dalších sloučenin stroncia, jako je například chroman strontnatý SrCrO4, který se využívá jako inhibitor koroze na hliníku.
V pyrotechnice se využívá jako červené barvivo, které dává intenzivnější červenou barvu než většina jiných alternativních sloučenin. V malých množstvích se využívá jak přísada ve sklářství a hutnictví. Radioaktivní izotop 89Sr se využívá k léčbě rakoviny kostí a pacientům se podává ve formě chloridu strontnatého.